# In-N-Out Burger
In-N-Out Burger (o più comunemente In-N-Out), è una catena di fast food statunitense diffusa soprattutto in California. Fondata nel 1948 da Harry Snyder e sua moglie Esther a Irvine, in California, la catena si è poi diffusa nel resto della California, in Arizona, nel Nevada, nello Utah, in Texas, in Oregon, in Colorado e in Idaho. In-N-Out non ha mai ceduto un locale in franchising e progetta di rimanere una compagnia non quotata in Borsa. La catena ha sviluppato una base di clienti fedeli. La catena In-N-Out è una delle icone della cultura del sud della California.

## Storia
Il primo ristorante In-N-Out fu aperto il 22 ottobre 1948 da Harry Snyder e sua moglie Esther all'angolo nord-ovest dell'incrocio della  State Route 10 e della Francisquito avenue nel sobborgo di Baldwin, a Los Angeles. Un secondo In-N-Out fu aperto nella San Gabriel Valley tre anni dopo; l'azienda è rimasta una catena relativamente piccola del sud della California fino agli anni settanta. Nel 1976, alla morte di Harry Snyder, comprendeva 18 ristoranti.

## Prodotti venduti

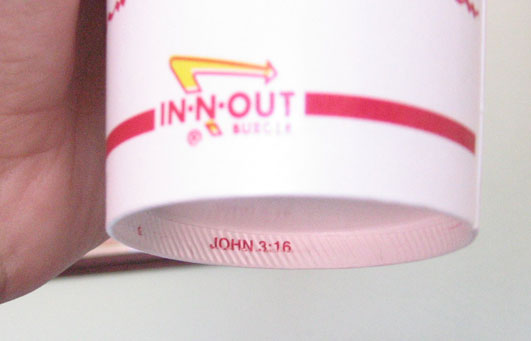
Citazioni della Bibbia sulla parte inferiore di un bicchiere In-N-Out

In-N-Out ha un menu limitato che consiste di soltanto tre panini differenti: l'hamburger, il cheeseburger e il Double-Double (doppia carne/doppio formaggio). Sono disponibili patate fritte e bibite alla spina, così come frappé in tre diversi gusti.
Gli hamburger vengono preparati con lattuga, pomodoro, con o senza cipolle (al cliente è chiesto al momento dell'ordine e può averle crude o cotte) e una salsa, chiamata "spread". Ci sono, tuttavia, articoli chiamati supplementari che non sono sul menu, ma che sono disponibili a ogni In-N-Out. Queste variazioni risiedono su di un "menu segreto", benché il menu sia accessibile sul sito web di In-N-Out alla voce "Not-so-secret Menu".
Queste variazioni includono 3x3 (o Triple Triple, che ha tre fette di carne e tre fette di formaggio), 4x4 (o Quad Quad, che ha quattro fette di carne e quattro fette di formaggio) e altri. Aggiungendo fette di carne era possibile, in teoria, generare un hamburger di qualsiasi formato (sono stati ordinati anche hamburger 100x100) Recentemente è stato stabilito che il massimo numero di fette in un panino può essere di 4x4 per garantire un prodotto di qualità .

## Citazioni bibliche
Sulla parte inferiore dei bicchieri di In-N-Out sono stampate citazioni bibliche. La stampa è piccola e contiene soltanto il nome del libro, i numeri del capitolo e del versetto, ma non il testo. La pratica è cominciata negli anni ottanta quando il presidente della società era Rich Snyder.